# Minnie Maddern Fiske
Minnie Maddern Fiske, nacida como Marie Augusta Davey, (Nueva Orleans, 19 de diciembre de 1865 — Queens, 15 de febrero de 1932) fue una de las principales actrices estadounidenses de finales del siglo XIX e inicios del XX, defensora en la lucha contra el Theatrical Syndicate y a favor de la libertad artística. Fue ampliamente considerada como la actriz más importante de la escena estadounidense del primer cuarto del siglo XX. Sus actuaciones en diversas obras de Henrik Ibsen dieron a conocer al dramaturgo noruego entre el público americano.

## Biografía
Su verdadero nombre era Marie Augusta Davey, aunque utilizaba habitualmente el nombre artístico de Mrs. Fiske. Nacida en Nueva Orleans, Luisiana, sus padres eran Thomas Davey y la actriz Lizzie Maddern, y ya desde los cinco años de edad fue actriz profesional. 
Fiske es quizás más famosa por interpretar a Becky Sharp en la producción original de 1899 de la obra de Langdon Elwyn Mitchell Becky Sharp, la cual estaba basada en la novela La feria de las vanidades de William Makepeace Thackeray. Fiske escribió varias obras de teatro y colaboró con su marido, Harrison Grey Fiske, en una de ellas, Fontenelle. Su marido dirigió prácticamente todas las obras de Fiske tras su matrimonio. Ella se había casado con anterioridad, en 1882, con 16 años de edad, con un músico llamado LeGrande White, del cual se divorció al poco tiempo. Se casó con Harrison Grey Fiske en marzo de 1890, permaneciendo apartada en esa época del teatro durante tres años. Fiske no tuvo hijos en ninguno de sus dos matrimonios.

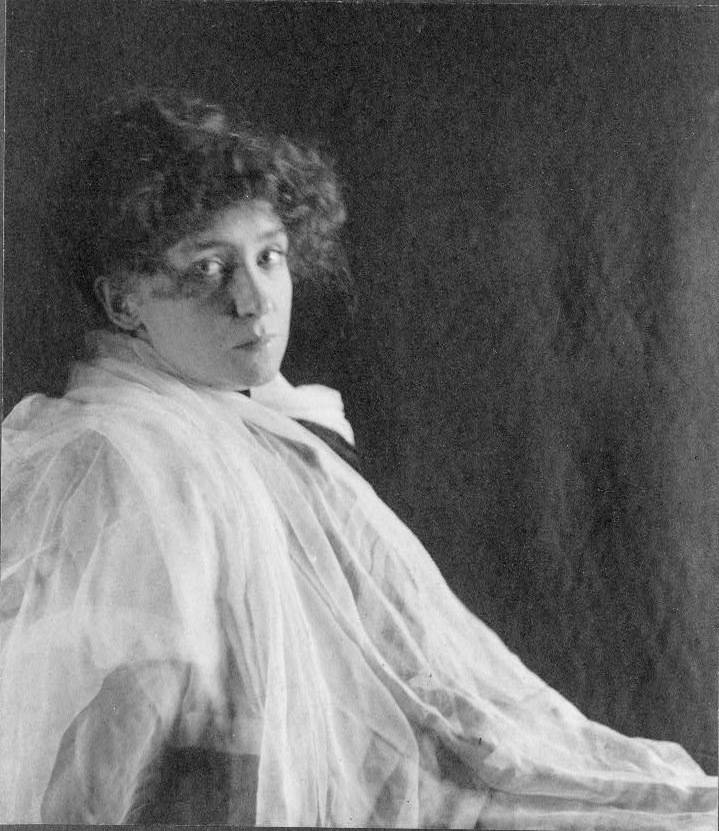
Minnie Maddern Fiske.
Fotografía de Fred Holland Day.

Entre los numerosos triunfos teatrales de Mrs. Fiske en el circuito de Broadway figuran las obras Becky Sharp (1899, reposiciones en 1904, 1911), Tess of the d'Urbervilles (1897, reposición en 1902), Casa de muñecas (1902), Hedda Gabler (1903, reposición 1904), Leah Kleschna (1904–05), Salvation Nell (1908–09), The High Road (1912–13), Madame Sand (1917–18, una obra sobre la figura de George Sand), Mis' Nelly of N'Orleans (1919), Helena's Boys (1924), Espectros (1927), Ladies of the Jury (1929–30), así como las piezas escritas por ella misma The Rose (1905), The Eyes of the Heart (1905) y The Light from St. Agnes (1906). Mrs. Fiske trabajó en diversos géneros, desde la farsa a la tragedia, e incluso actuó en una comedia con marionetas, Wake Up, Jonathan! (1921). Su última actuación en Broadway tuvo lugar en 1930 en una exitosa producción de The Rivals, en la cual hacía el papel de Mrs. Malaprop.
Mediada la década de 1910, Mrs. Fiske protagonizó dos largometrajes, adaptaciones de dos de sus mayores éxitos teatrales, Tess of the D'Urbervilles en 1913 y Vanity Fair (La feria de las vanidades) en 1915. Ambas cintas tuvieron un éxito sorprendente entre el público, aunque ella reconocía que el cine no era el medio óptimo para ella, y declinó la posibilidad de rodar nuevos filmes.
Aparte de su actividad interpretativa, Fiske fue una de las más destacadas defensoras del bienestar animal de su época, y Mark Twain escribió la historia "A Horse's Tale" dedicada a ella.

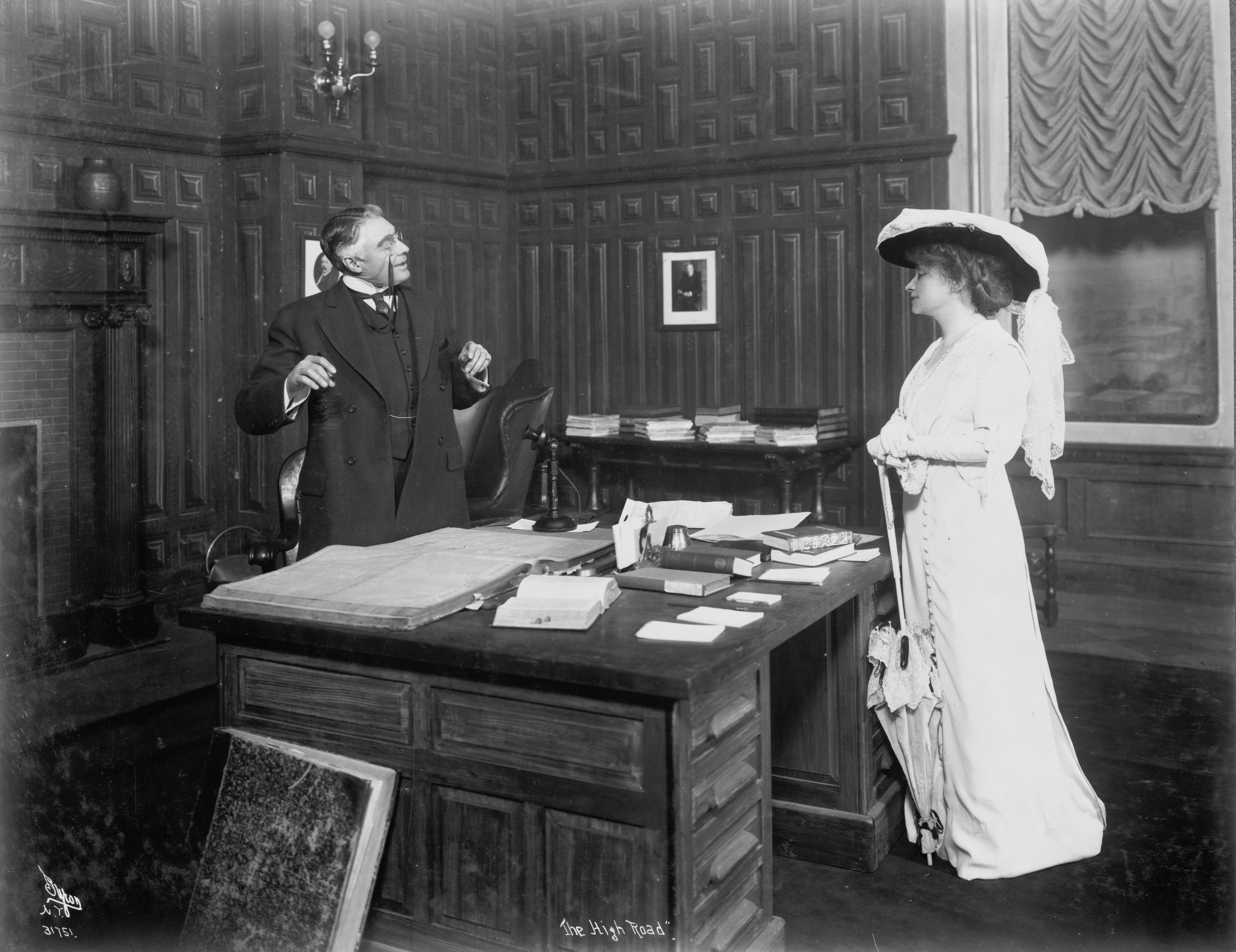
Minnie Maddern Fiske y Frederick Perry en una escena de la obra The High Road (1912) de Edward Sheldon.
Fotografía de Joseph Byron.

Mrs. Fiske falleció a causa de una insuficiencia cardiaca en 1932 en el barrio de Queens, en Nueva York. Tenía 66 años de edad. Sus restos fueron incinerados, y las cenizas entregadas a los allegados. La actriz Emily Stevens (1882–1928) era prima suya, al igual que Elizabeth Maddern, primera esposa del escritor Jack London. También era pariente de la actriz teatral Merle Maddern (1887–1984).
Su nombre es citado en la película All About Eve (1950) de Joseph L. Mankiewicz. En ese film, la voz en off del personaje del crítico teatral Addison DeWitt, interpretado por George Sanders, menciona a Minnie Fiske al referirse a las más grandes actrices de la historia del teatro estadounidense.

## Selección de sus actuaciones teatrales
- Hunted Down, de Dion Boucicault, Nueva York (1871)
- Fogg's Ferry, de Charles Callahan, Wisconsin (1882)
- Juanita, de Charles Callahan, Illinois (1883)
- Caprice, de Howard P. Taylor, Misuri (1884)
- In Spite of it All, de Victorien Sardou, Nueva York (1885)
- Hester Crewe, de Harrison Grey Fiske, Nueva York (1893)
- Casa de muñecas, de Henrik Ibsen, Nueva York (1894)
- This Picture and That!, de Brander Matthews, Texas (1896)
- Cesarina, de Alexandre Dumas, Pensilvania (1896)
- The Queen of Liars, de Harrison Grey Fiske, Nueva York (1896)
- Casa de muñecas, Nueva York (1896)
- A Light From St. Agnes, de Minnie Maddern Fiske, Nueva York (1896)
- Cesarina, Illinois (1896)
- Divorçons, de Victorien Sardou, Illinois (1896)
- The Right to Happiness, de Marguerite Merington, Luisiana (1896)
- Tess of the D'Urbervilles, de Lorimer Stoddard, Nueva York (1897)
- Little Italy, un acto por Horace B. Fry, con Divorçons, Illinois (1898)
- Magda, de Hermann Sudermann, Nueva York (1898)
- A Bit of Old Chelsea, de Mrs. Oscar Beringer, Nueva York (1898)
- Love Finds the Way, de Marguerite Merrington, Nueva York (1898)
- Becky Sharp, de Langdon Elwyn Mitchell, Nueva York (1899)
- Frou Frou, de Henri Meilhac y Ludovic Halévy, Nueva York (1899)
- Miranda of the Balcony, de Anne Crawford Flexner, Nueva York (1901)
- The Unwelcome Mrs. Hatch, de Constance Cary Harrison, Nueva York (1901)
- A Bit of Old Chelesa, Nueva York (1902)
- Tess of the D'Urbervilles, Nueva York (1902)
- Casa de muñecas, Nueva York (1902)
- Little Italy y Divorçons, Nueva York (1902)
- Mary of Magdala, de Paul von Heyse, Nueva York (1902)
- Hedda Gabler, de Henrik Ibsen, Nueva York (1903)
- Becky Sharp, Nueva York (1904)
- Hedda Gabler, Nueva York (1904)
- Leah Kleschna, de C. M. S. McLellan, Nueva York (1904)
- Tres obras en un acto de Minnie Maddern Fiske: The Rose, A Light From St. Agnes, The Eyes of the Heart (1905)
- The New York Idea, de Langdon Elwyn Mitchell, Nueva York (1906)
- Tess of the D'Urbervilles, Luisiana (1907)
- Leah Kleschna, Luisiana (1907)
- Rosmersholm, de Henrik Ibsen, Nueva York (1907)
- Salvation Nell, de Edward Sheldon, Nueva York (1908)
- Las columnas de la sociedad, de Henrik Ibsen, Nueva York (1910)
- La cacatúa verde, de Arthur Schnitzler, Nueva York (1910)
- Hannele, de Gerhart Hauptmann, Nueva York (1910)
- Becky Sharp, Nueva York (1911)
- Mrs. Bumpstead-Leigh, de Harry James Smith, Nueva York (1911)
- The New Marriage, de Langdon Mitchell, Nueva York (1911)
- Julia France, de Gertrude Atherton, Toronto, Canadá (1912)
- Lady Patricia, de Rudolf Frohman, Nueva York (1912)
- The High Road, de Edward Sheldon, Montreal, Canadá (1912)
- The High Road, Massachusetts (1913)
- Mrs Bumpstead-Leigh, Nueva Jersey (1914)
- Lady Betty Martingale, de John Luther Long y Frank Stayon (1914)
- Erstwhile Susan, de Marian de Forest, Massachusetts (1916)
- Madame Sand, de Philip Moeller, Nueva York (1917)
- Service, de Henri Lavedan, Nueva York (1918)
- Out There, de J. Hartley Manners (1918)
- Mis' Nelly of N' Orleans, de Lawrence Eyre, Nueva York (1919)
- Wake Up, Jonathan!, de Hatcher Hughes y Elmer Rice, Nueva York (1921)
- The Dice of the Gods, de Lillian Barrett, Illinois (1923)
- Mary, Mary Quite Contrary, de St. John Ervine, Nueva York (1923)
- Helena's Boys, de Ida Lublenski Erlich, Nueva York (1923)
- The Rivals, de Richard Brinsley Sheridan, Massachusetts (1925)
- Espectros, de Henrik Ibsen, Nueva York (1927)
- Las alegres comadres de Windsor, de William Shakespeare, Nueva York (1928)
- Mucho ruido y pocas nueces, de William Shakespeare, Pensilvania (1928)
- Mrs. Bumpstead-Leigh, Nueva York (1929)
- Ladies of the Jury, de Fred Ballard, Nueva York (1929)
- It's a Grand Life, de Hatcher Hughes y Alan Williams, Nueva York (1930)
- The Rivals, Nueva York (1930)
- Ladies of the Jury, Illinois (1931)
- Mrs. Bumpstead-Leigh, California (1932)
- Against the Wind, de Carlos Drake, Illinois (1932)